# Cheiracanthium longipes
Cheiracanthium longipes là một loài nhện trong họ Miturgidae.
Loài này thuộc chi Cheiracanthium. Cheiracanthium longipes được Tord Tamerlan Teodor Thorell miêu tả năm 1890.